# 몽테뉴 (가수)
몽테뉴(Montaigne, 1995년 8월 14일 ~ )는 오스트레일리아의 싱어송라이터이다. 유로비전 송 콘테스트 2020 오스트레일리아 대표 참가자로, 참가곡은 "Don't Break Me"이다. 하지만 코로나19 범유행으로 인해 대회가 취소되면서 참가가 무산되었다. 다음 해인 2021년 대회에 오스트레일리아 대표로 참가하게 되었다.

## 음반 목록

### 정규 앨범
- Glorious Heights (2016)
- Complex (2019)

### EP
- Life of Montaigne (2014)